# 유유 (누후)
유유(劉遺, ? ~ 기원전 35년)는 전한 후기의 제후로, 하간헌왕의 후손이다.

## 행적
오봉 4년(기원전 54년), 아버지 유충세의 뒤를 이어 누후(蔞侯)에 봉해졌다.
누후 유 20년(기원전 35년)에 죽었고, 후사를 남기지 못하고 봉국이 폐지되었다.

## 출전
- 반고, 《한서》 권15상 왕자후표 上